# Тревожная молодость
«Тревожная молодость» — советский фильм 1954 года о взрослении трёх подростков во время Гражданской войны на Украине на основе романа Владимира Беляева «Старая крепость», первая совместная работа режиссёров Александра Алова и Владимира Наумова.

## Сюжет
Годы Гражданской войны. В небольшом украинском городке, захваченном петлюровцами, живёт сын рабочего Василь Манджура. Он и его товарищи, Петро и Галя, враждуют со скаутами — поддерживающими режим детьми богачей во главе с Котькой Григоренко. Случайно Котька узнаёт, что в хате Манджуры скрывается раненый комиссар Сергушин, и выдаёт его петлюровцам. Василь, Петро и Галя видят расстрел Сергушина и над его могилой дают клятву — всегда быть за тех, кто за бедных.
Середина 1920-х годов. Повзрослевшие Василь, Петро и Галя переезжают в большой город и поступают там на завод, где встречают Котьку Григоренко, пробравшегося в СССР из-за границы. Григоренко пытается взорвать завод, но его вовремя разоблачают.

## В ролях
- Александр Суснин — Василь Манджура
- Лёня Цыпляков — Василь Манджура в детстве
- Михаил Крамар — Петро Маремуха
- Олесь Рудковский — Петька Маремуха в детстве
- Тамара Логинова — Галя Кушнир
- Света Величко — Галя Кушнир в детстве
- Николай Рыбников — Котька Григоренко
- Орест Кирст (в титрах — Олег Кирст) — Котька Григоренко в детстве
- Сергей Гурзо — Яшка Тиктор
- Николай Крючков — Тимофей Сергушин
- Борис Бабочкин — секретарь ЦК КП(б)У
- Григорий Гай — Никита Коломеец
- Юрий Лавров — Зенон Печерица
- Елена Тяпкина — Мария Афанасьевна
- Александра Панова — Рогаль-Пионтковская
- Александр Хвыля — сотник
- Изольда Извицкая — Кэтрин
- Иван Маркевич — доктор Григоренко, отец Котьки

## Съемочная группа
- Авторы сценария: Владимир Беляев, Михаил Блейман
- Режиссёры: Александр Алов, Владимир Наумов
- Оператор: Александр Пищиков
- Композитор: Юрий Щуровский
- Художник: Вульф Агранов
- Звукорежиссер: Аркадий Лупал
- Монтаж: Нехама Ратманская
- Директор фильма: Леонид Корецкий

## Факты
- Дебют в кино Тамары Логиновой.
- Фильмы Алова и Наумова «Тревожная молодость», «Павел Корчагин» и «Ветер» иногда объединяют в так называемую «комсомольскую трилогию».
- Александр Хвыля, игравший в фильме роль петлюровского сотника, исполнил роль литейщика Науменко в следующей экранизации «Старой крепости».